# 후베르트 슈트롤츠
후베르트 슈트롤츠(독일어: Hubert Strolz, 1962년 6월 26일~)는 오스트리아의 은퇴한 알파인 스키 선수이다. 1988년 동계 올림픽 남자 복합 부문에서 금메달, 대회전 부문에서 은메달을 획득하였다. 
아들인 요하네스도 알파인 스키 선수이며, 2022년 동계 올림픽 복합 부문에서 금메달을 획득했다.

## 수상

### 수훈
- 오스트리아 공화국 공로명예장 대명예금장(1996년)